# Rafaela López Aguado de Rayón
María Josefa Rafaela López Aguado de Rayón (Michoacán, Nova Espanya, 1754-1822) va ser una heroïna de la independència de Mèxic en ser mare els cinc germans López Raió, que van combatre en aquesta guerra, destacant el major d'ells, el general Ignacio López Raió secretari d'Hidalgo.

## Biografia
Descendent d'una antiga família espanyola, assentada des de feia temps a Michoacán i remuntada fins a la conquesta. Rafaela López Aguado era del poblat de Tlalpujahua. Va contraure matrimoni amb Andrés López Rayón, dedicat al negoci de la mineria, amb el qual estava emparentada.
Va tenir cinc fills: Ignacio, Ramón, José María, Rafael i Francisco; el primer dels quals es va lliurar des d'un principi a la causa independentista l'any 1810 i que després convenceria la resta de germans a unir-se a la lluita.
El mes de desembre de l'any 1815, encara durant la lluita armada, el seu fill petit Francisco va ser capturat com a presoner dels reialistes i condemnat a mort a Ixtlahuaca, avui en dia a l'Estat de Mèxic, pel qual se li va oferir a Rafaela el perdó de la vida del seu fill a canvi d'intervenir els restants i convèncer-los de deposar les armes. En aquesta tribulació, se li atribueix la següent resposta al comandant Aguirre: «Prefereixo un fill mort que traïdor de la Pàtria».